# Bitwa pod Sałatami
Bitwa pod Sałatami – bitwa stoczona podczas insurekcji kościuszkowskiej 29 lipca 1794 roku, pomiędzy oddziałami generała księcia Romualda Giedroycia, a wojskami rosyjskimi księcia Siergieja Fiedorowicza Golicyna.
Wczesnym rankiem, po godzinie czwartej, powstańcy natknęli się na uszykowanych Rosjan, którzy ufając w swoją przewagę liczebną przystąpili do ataku. Litwini przywitali wrogą piechotę zmasowanym i bardzo skutecznym ogniem artylerii, co speszyło zbyt pewnych siebie Rosjan.
Następnie przez blisko cztery godziny prowadzona była wymiana ognia artyleryjskiego. Artylerzyści litewscy wykazali się lepszym wyszkoleniem, bo wysadzili przeciwnikowi dwa wozy amunicyjne przy stracie tylko jednego. Generał Giedroyć pchnął do ataku całą swą piechotę wraz z pikinierami i kosynierami. Ten niespodziewany atak zdeprymował do reszty Rosjan, którzy sformowawszy czworobok zaczęli wycofywać się z placu.
Ten ruch odwrotowy upewnił Giedroycia o możliwości całkowitego rozbicia przeciwnika. Stawiając wszystko na jedną kartę, generał pchnął na tyły Rosjan swą kawalerię, a na bok czworoboku jeszcze raz rzucił piechotę wspieraną ogniem artylerii. Gwałtowny atak doprowadził do rozbicia czworoboku i panicznej ucieczki Rosjan. Rejterada zakończyła się dopiero za rzeką Muszą, w której potopiło się sporo żołnierzy. Giedroyć zadowolił się pozbieraniem z pobojowiska broni, amunicji i wielkiej ilości wyposażenia. Jedynie musiano wstrzymać się z wydobyciem z rzeki zatopionych w odwrocie rosyjskich armat i wozów amunicyjnych, które były chronione ogniem z przeciwległego brzegu.
Starcie pod Sałatami wykazało wielką determinację i bitność powstańczego wojska, które pomimo kilkakrotnej przewagi przeciwnika w ludziach i broni palnej, rozbiło regularne wojska carskie.